# Comunitat de municipis del País de Du Guesclin
La Comunitat de municipis del País de Du Guesclin (en bretó Kumuniezh kumunioù Bro Ar Gwesklin) és una estructura intercomunal francesa, situada al departament de les Costes d'Armor a la regió Bretanya, al País de Dinan. Té una extensió de 226,43 kilòmetres quadrats i una població de 8.561 habitants (2009).

## Composició
Agrupa 8 comunes :
1. Broons
2. Éréac
3. Lanrelas
4. Mégrit
5. Rouillac
6. Sévignac
7. Trédias
8. Trémeur
9. Yvignac-la-Tour